# Myrmicaria exigua
Myrmicaria exigua är en myrart som beskrevs av Andre 1890. Myrmicaria exigua ingår i släktet Myrmicaria och familjen myror.

## Underarter
Arten delas in i följande underarter:
- M. e. exigua
- M. e. gracilis
- M. e. kisangani
- M. e. obscura
- M. e. pulla
- M. e. rufiventris
- M. e. simplex

## Bildgalleri

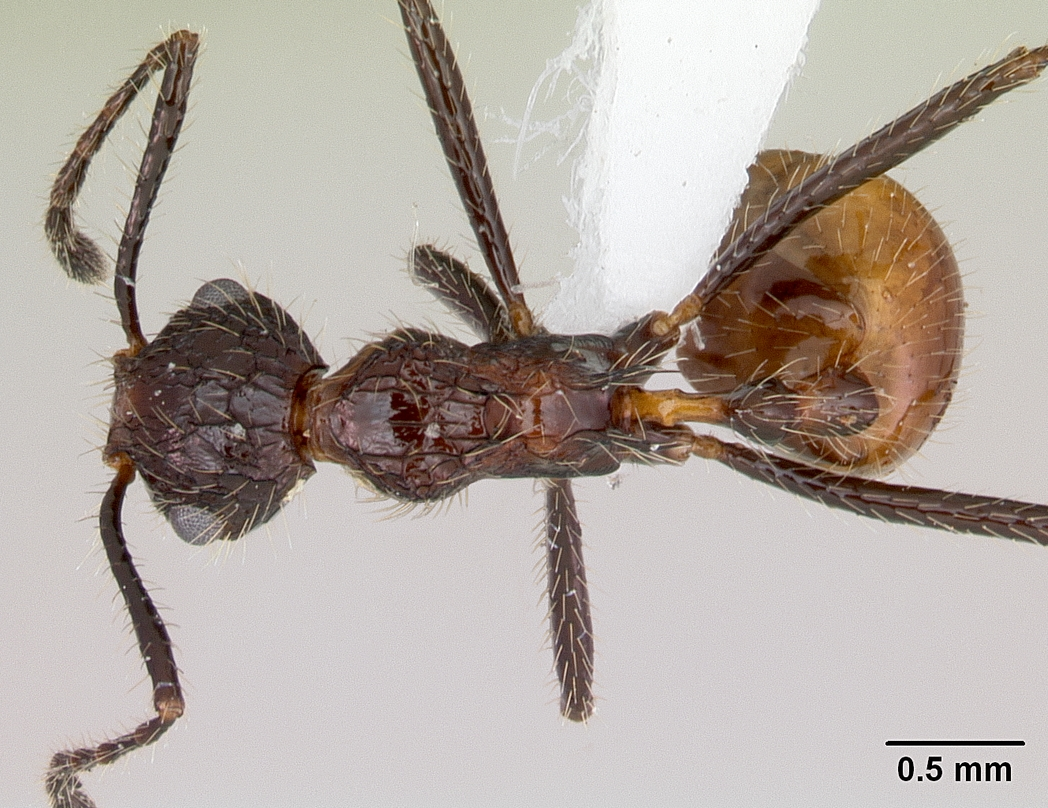
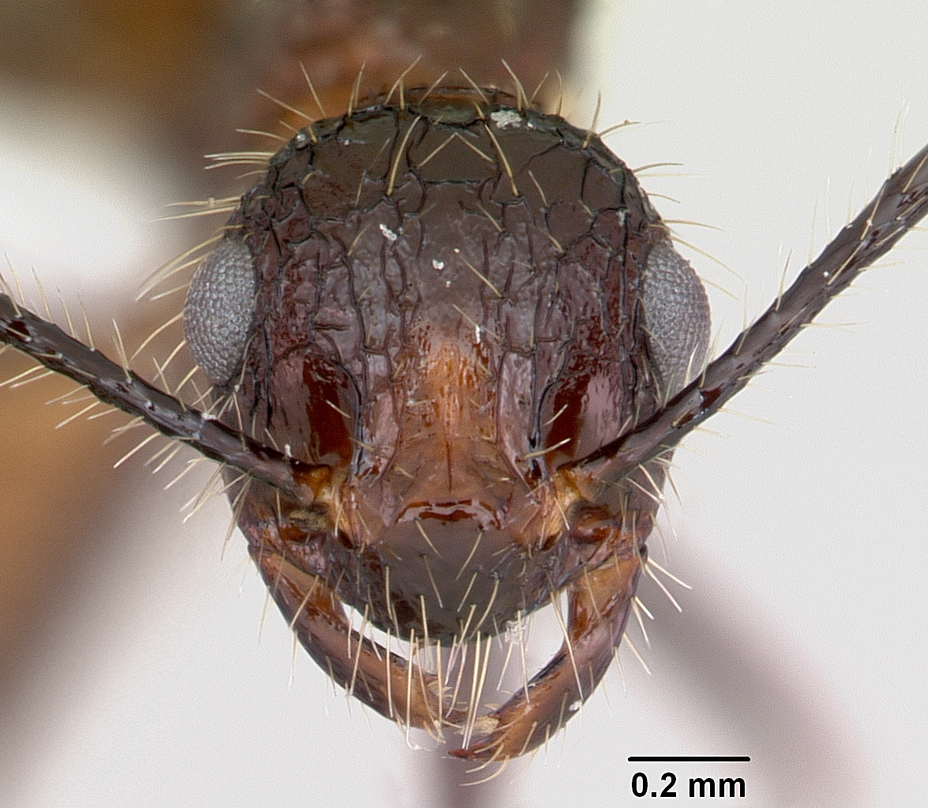
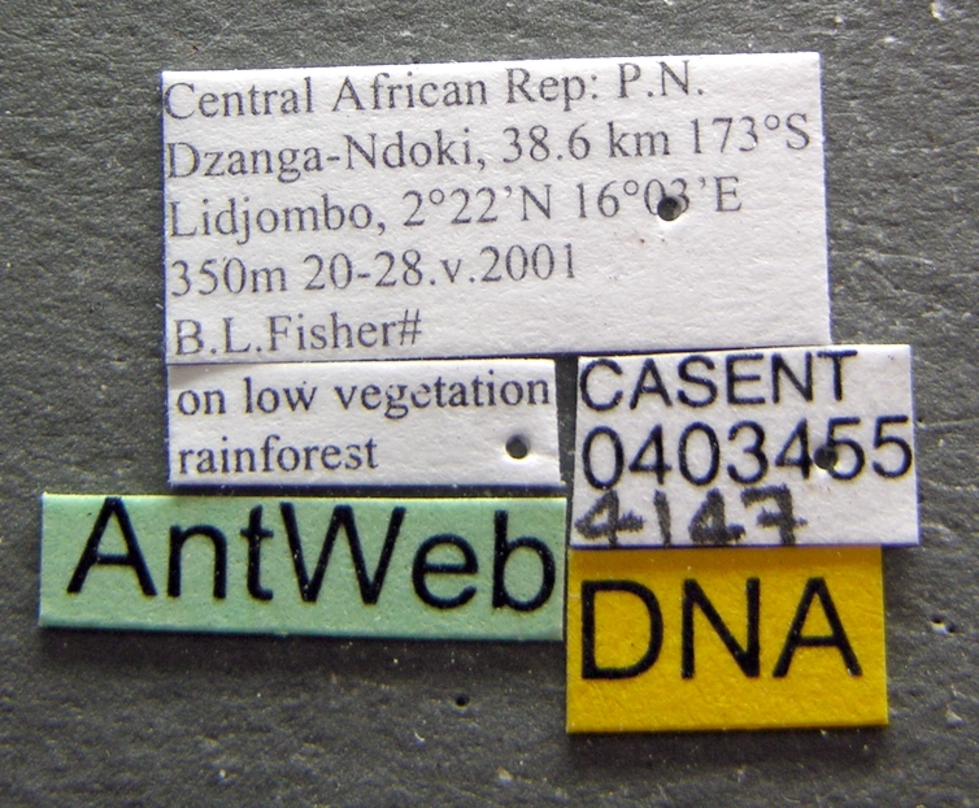
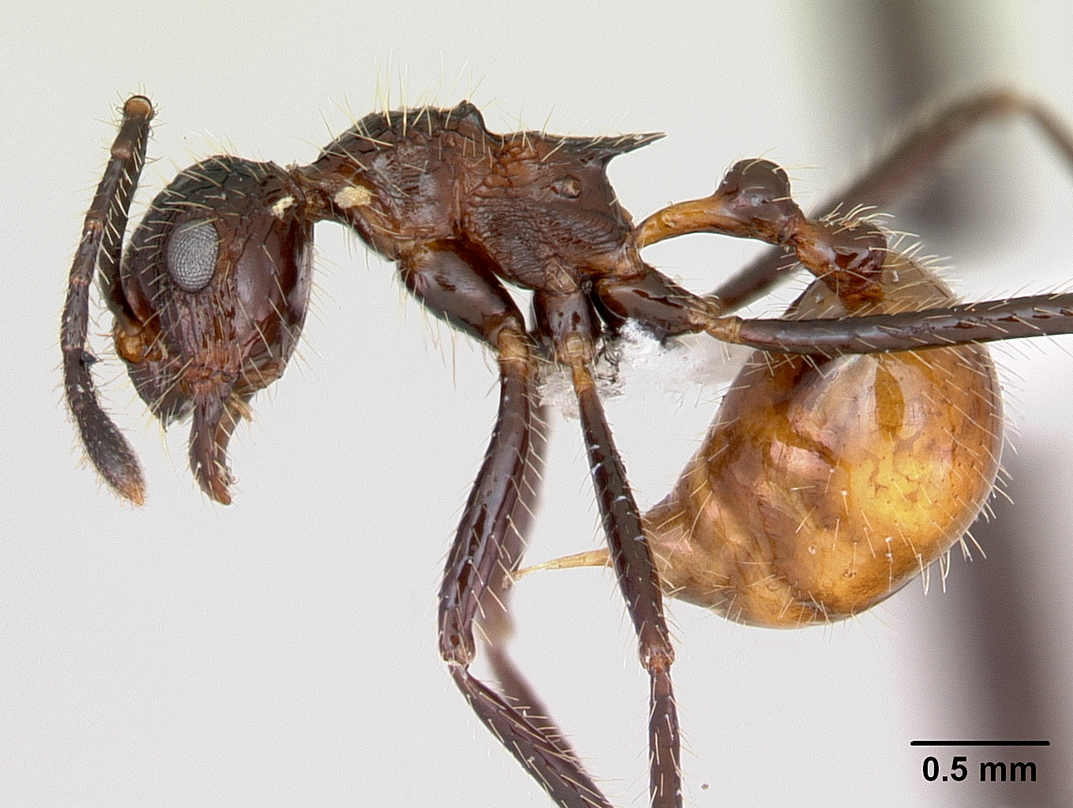